# Ol Chiki
L'Ol Chiki (ᱚᱞ ᱪᱤᱠᱤ), anche conosciuto come Ol Chemetʼ (ᱚᱞ ᱪᱮᱢᱮᱫ, dove ol significa scrivendo e chemet sta per imparando) e qualche volta denominato alfabeto Santali, è il sistema di scrittura ufficiale utilizzato per la trascrizione della lingua santali, una lingua dell'India ufficialmente riconosciuta a livello regionale nel Jharkhand e nel Bengala Occidentale. Contiene un totale di 30 lettere, il cui design era inteso a evocare forme naturali; ha due stili (Chapa per la stampa e l'Usaraà corsivo, distinzione ignorata dall'Unicode) ed è scritto da sinistra a destra. Ambedue gli stili sono unicamerali, ovvero non hanno set separati di caratteri maiuscoli e minuscoli.

## Storia

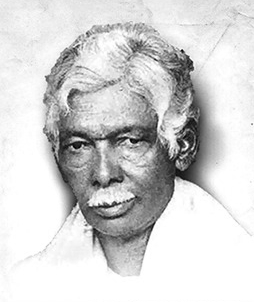
Raghunath Murmu, creatore dell'alfabeto Ol Chiki

Fino al 1925, la lingua santali non aveva una forma scritta e le conoscenze venivano tramandate oralmente e, quando veniva scritta, prendeva in prestito gli alfabeti Devanagari, alfabeto latino, Kalinga o Bangla. Il problema principale dell'utilizzo di questi alfabeti è che il satali non è una lingua indoaria, di conseguenza non avevano le lettere per tutti quanti i fonemi santali, specialmente per quanto concerne le vocali e le consonanti occlusive. Ciò rendeva difficile e poco conveniente l'utilizzo di questi alfabeti. Poi, il poeta Raghunath Murmu, notando questa imperfezione, decise di creare l'alfabeto che mostrò per la prima volta nel 1939 all'esibizione dell'ex stato di Mayurbhanj. La creazione dell'alfabeto aiutò il popolo santali a rafforzare la propria identità e unicità culturale. L'Ol Chiki è un alfabeto vero e proprio con consonanti e vocali separate, ciò lo rende differente dalla maggior parte delle scritture indiche che sono invece in forma alfasillabario.
Un esempio lo si è visto quando il linguista e missionario norvegese Paul Olaf Bodding studiò la lingua santali e utilizzò l'alfabeto latino. Realizzò che nonostante le scritture indiche avessero dei vantaggi rispetto all'alfabeto latino, non potevano in ogni caso funzionare adeguatamente per la pronuncia del santali (glottidalizzazione, la nasalizzazione e glottidalizzazione combinata e i controlli occlusivi). L'unico modo che l'alfabeto latino ha per rappresentare il santali, è tramite l'utilizzo di diacritici.
La fonologia della lingua è stata analizzata da vari autori, incluso il ricercatore bengalese Byomkes Chakrabarti nel suo lavoro Studio Comparativo del Santali e Bengali e da Baghrai Charan Hembram su Un Occhiata alla Grammatica Santali. Tuttavia l'alfabeto è considerato per molte persone santali come più appropriato per la lingua perché le forme delle sue lettere derivano dai suoni delle parole comuni e dei frequenti morfemi santali. Per esempio, la lettera santali "ol" (che rappresenta il suono /l/) è scritto con una forma che deriva originalmente dal disegno di una mano che tiene la penna, perché il nome di questa lettera è anche la parola santali per "scrivere".

## Stili Chhapa e Usaraà

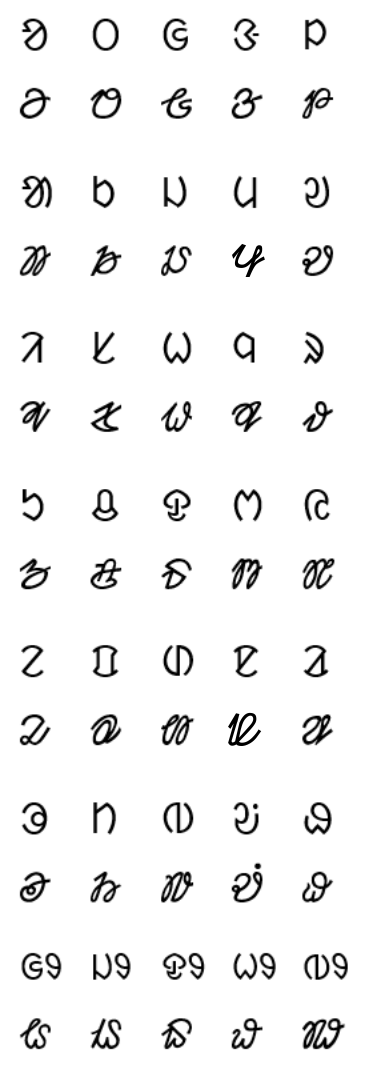
L'immagine rappresenta i due diversi stili dell'Ol Chiki, il Chhapa e Usaraà. Il Chhapa è mostrato sopra a quelli Usaraà.

L'Ol Chiki ha due stili di scrittura che sono stati spiegati dal Pandit Raghunath Murmu nel libro Ol Chemed.
- Il chhapa (parola santali per "stampa") viene utilizzato principalmente come font digitale, per la stampa dei libri e dei giornali.
- L'usaraà (parola santali per "veloce") viene utilizzato per la scrittura quotidiana ed è limitato a carta e penna. Ci sono comunque caratteri digitali in usaraà. Oltre alla forma, la differenza è anche quella dell'utilizzo del diacritico ahad, usato nelle versioni usaraà dei caratteri ᱜ, ᱡ, ᱦ, ᱫ e ᱵ, tutti formano legature con ᱽ in corsivo. Inoltre, il corsivo usaraà usa raramente diverse forme di lettere, che si formano combinando la lettera ᱦ e le quattro semiconsonanti ᱜ, ᱡ, ᱫ e ᱵ con ahad; queste sono invece generalmente scritte in una forma più breve, come ᱷ.

### Tentativo di creazione dell'Ol Chiki minuscolo
Sebbene l'Ol Chiki sia un alfabeto unicamerale e non esista distinzione tra maiuscolo e minuscolo, il designer, produttore cinematografico e tipografo santali noto come Sudip Iglesias Murmu ha comunque tentato dal 2017 di creare un set di caratteri in minuscolo ma l'idea deve ancora essere ufficialmente approvata.

## Lettere
Queste sono le lettere dell'alfabeto Ol Chiki.
| Lettera | Nome | AFI   | Traslitterazione | Traslitterazione | Traslitterazione | Traslitterazione | Traslitterazione | Forma                                                                              |
| Lettera | Nome | AFI   | ALA-LC           | Zide             | Devanagari       | Bengali          | Odia             | Forma                                                                              |
| ------- | ---- | ----- | ---------------- | ---------------- | ---------------- | ---------------- | ---------------- | ---------------------------------------------------------------------------------- |
| ᱚ       | la   | ɔ     | a                | ọ                | अ                | অ                | ଅ                | Fuoco                                                                              |
| ᱛ       | at   | t     | t                | t                | त                | ত                | ତ୍                | La Terra                                                                           |
| ᱜ       | ag   | k’, g | g                | k’               | ग                | গ                | ଗ୍                | Bocca che vomita, che produce lo stesso suono del nome della lettera               |
| ᱝ       | ang  | ŋ     | ṃ                | ṅ                | ं                 | ং                 | ଂ                 | Aria che soffia                                                                    |
| ᱞ       | al   | l     | l                | l                | ल                | ল                | ଲ୍                | Scrittura                                                                          |
| ᱟ       | laa  | a     | ā                | a                | आ                | আ                | ଆ                | Lavorare nel campo con una vanga                                                   |
| ᱠ       | aak  | k     | k                | k                | क                | ক                | କ୍                | Uccello (nello specifico un cigno)                                                 |
| ᱡ       | aaj  | c’, ɟ | j                | c’               | ज                | জ                | ଜ୍                | Persona che punta verso una terza persona con la mano destra (dicendo “lui"/"lei") |
| ᱢ       | aam  | m     | m                | m                | म                | ম                | ମ୍                | Persona che punta verso una terza persona con la mano destra (dicendo “tu")        |
| ᱣ       | aaw  | w, v  | w                | w                | व                | ওয়               | ୱ୍                | Labbra aperte                                                                      |
| ᱤ       | li   | i     | i                | i                | इ                | ই                | ଇ                | Albero piegato                                                                     |
| ᱥ       | is   | s     | s                | s                | स                | স                | ସ୍                | Aratro                                                                             |
| ᱦ       | ih   | ʔ, h  | ẖ                | h                | ह                | হ                | ହ୍                | Mani in su                                                                         |
| ᱧ       | iny  | ɲ     | ñ                | ñ                | ञ                | ঞ                | ଞ୍                | Persona che punta se stesso/a con la mano sinistra                                 |
| ᱨ       | ir   | r     | r                | r                | र                | র                | ର୍                | Falce usata per tagliare o per mietere                                             |
| ᱩ       | lu   | u     | u                | u                | उ                | উ                | ଉ                | Recipiente utilizzato per preparare il cibo                                        |
| ᱪ       | uch  | c     | c                | c                | च                | চ                | ଚ୍                | Cima di una montagna che è di solito alta                                          |
| ᱫ       | ud   | t’, d | d                | t’               | द                | দ                | ଦ୍                | Fungo                                                                              |
| ᱬ       | unn  | ɳ     | ṇ                | ṇ                | ण                | ণ                | ଣ୍                | Immagine di un ape volante                                                         |
| ᱭ       | uy   | j     | y                | y                | य                | য়                | ୟ୍                | a man bending towards the ground to cut something                                  |
| ᱮ       | le   | e     | e                | e                | ए                | এ                | ଏ                | overflowing rivers changing course                                                 |
| ᱯ       | ep   | p     | p                | p                | प                | প                | ପ୍                | person receiving with both hands                                                   |
| ᱰ       | edd  | -ɖ    | ḍ                | ḍ                | ड                | ড                | ଡ୍                | Un uomo chinato verso terra per tagliare qualcosa                                  |
| ᱱ       | en   | n     | n                | n                | न                | ন                | ନ୍                | Trebbiare il grano con due gambe                                                   |
| ᱲ       | err  | ɽ     | ṛ                | ṛ                | ड़                | ড়                | ଡ଼୍                | Un percorso che svolta per evitare un ostacolo o un pericolo                       |
| ᱳ       | lo   | o     | o                | o                | ओ                | ও                | ଓ                | Una bocca che suona la lettera                                                     |
| ᱴ       | ott  | ʈ     | ṭ                | ṭ                | ट                | ট                | ଟ୍                | Gobba di cammello                                                                  |
| ᱵ       | ob   | p’, b | b                | p’               | ब                | ব                | ବ୍                | Capelli ricci                                                                      |
| ᱶ       | ov   | w̃     | ṅ                | w̃                | ङ                | ঙ                | ଙ୍                | Nasalizzazione                                                                     |
| ᱷ       | oh   | ʰ     | h                | (C)h             | ह                | হ                | ହ୍                | Un uomo che lancia qualcosa con una mano                                           |

Le consonanti aspirate vengono scritte come digrafi con le lettere ᱷ: ᱛᱷ /tʰ/, ᱜᱷ /gʱ/, ᱠᱷ /kʰ/, ᱡᱷ /jʱ/, ᱪᱷ /cʰ/, ᱫᱷ /dʱ/, ᱯᱷ /pʰ/, ᱰᱷ /ɖʱ/, ᱲᱷ /ɽʱ/, ᱴᱷ /ʈʰ/ e ᱵᱷ /bʱ/.

## Segni modificatori
L'Ol Chiki utilizza diversi segni piazzati dopo la lettera per modificarne il suono (non ci sono caratteri combinabili):
| Segno | Nome           | Descrizione |
| ----- | -------------- | --- |
| ᱹ     | găhlă ṭuḍăg    | Questo punto che viene scritto in basso, è usato per estendere le lettere con 3 vocali per lo specifico dialetto Parganas della lingua Santali: ᱚᱹ ŏ /ɔ/, ᱟᱹ ă /ə/, and ᱮᱹ ĕ /ɛ/. La differenza fonetica tra ᱚ e ᱚᱹ può essere soltanto marginale, in quanto la distinzione tra i due non è chiaramente definita. L'utilizzo di ᱚᱹ risulta raro. La romanizzazione ALA-LC traslittera ᱟᱹ come "ạ̄". |
| ᱸ     | mũ ṭuḍăg       | Questo punto che viene scritto in alto indica la nasalizzazione della vocale preceduta: ᱚᱸ /ɔ̃/, ᱟᱸ /ã/, ᱤᱸ /ĩ/, ᱩᱸ /ũ/, ᱮᱸ /ẽ/ e ᱳᱸ /õ/. La romanizzazione ALA-LC utilizza "m̐" dopo la vocale nasalizzata. |
| ᱺ     | mũ găhlă ṭuḍăg | Questo simbolo che assomiglia ai due punti è una combinazione del mũ ṭuḍăg e del găhlă ṭuḍăg, infatti indica una vocale allungata nasalizzata: ᱚᱺ /ɔ̃/, ᱟᱺ /ə̃/, and ᱮᱺ /ɛ̃/. |
| ᱻ     | relā           | Questo simbolo assomigliante a una tilde indica il prolungamento di una qualsiasi vocale, nasalizzata o no. Distingue ᱮ /e/ da ᱮᱻ /eː/. Viene dopo il găhlă ṭuḍăg per le vocali estese: ᱮᱹᱻ /ɛː/. Nella romanizzazione ALA-LC viene omesso. |
| ᱽ     | ahad           | Questa speciale lettera indica la deglottalizzazione di una consonante a fine parola. Preserva la relazione morfofonetica tra una (eiettiva) glottalizzata e una che non lo è. Per esempio ᱜ rappresenta /g/ quando apre la parola, ma diventa eiettiva /k’/ quando chiude la parola. Se /g/ chiude la parola, si scrive ᱜᱽ. L'ahad è usato con ᱜ, ᱡ, ᱦ, ᱫ e ᱵ che, nella scrittura a mano (e di solito non su testo stampato), formano le legature corsive con ᱽ. La romanizzazioe ALA-LC traslittera il simbolo con un apostrofo (’) per rappresentare un ahad. |
| ᱼ     | phārkā         | Questo simbolo che assomiglia a un trattino, ha la funzione esattamente opposta dell'ahad e serve di conseguenza come protettore glottale. Mantiene saldo il suono eiettivo, si trovasse anche all'apertura di una parola. Distingue ᱜᱚ /gɔ/ da ᱜᱼᱚ /k’ɔ/. Il phārkā è usato solamente su ᱜ, ᱡ, ᱫ e ᱵ. Assieme al relā, anche questo simbolo viene omesso dalla romanizzazione ALA-LC. |

### Punteggiatura
Sebbene in 4 casi la lingua utilizzi la punteggiatura in stile occidentale come il punto interrogativo (?), quello esclamativo (!), la virgola (,) e le virgolette ("virgolette"), sostituisce il punto per la chiusura delle frasi (.) con due simboli:
- ᱾ (mucăd) pausa breve
- ᱿ (doppio mucăd) pausa lunga

La sostituzione è dovuta al fatto che il punto che noi utilizziamo per chiudere le frasi, è facilmente confondibile con il găhlă ṭuḍăg che, come detto prima, ha una funzione completamente differente.

## Numeri
L'Ol Chiki ha anche i suoi numeri appositi.
| Indo-Arabo | Ol Chiki | Santali | Romanizzato |
| ---------- | -------- | ------- | ----------- |
| 0          | ᱐        | ᱥᱩᱱᱭᱚ   | sunyo       |
| 1          | ᱑        | ᱢᱤᱫ     | mit'        |
| 2          | ᱒        | ᱵᱟᱨ     | bar         |
| 3          | ᱓        | ᱯᱮ      | pɛ          |
| 4          | ᱔        | ᱯᱩᱱ     | pon         |
| 5          | ᱕        | ᱢᱚᱬᱮ    | mɔ̃ɽɛ̃        |
| 6          | ᱖        | ᱛᱩᱨᱩᱭ   | turui       |
| 7          | ᱗        | ᱮᱭᱟᱭ    | ɛyae        |
| 8          | ᱘        | ᱤᱨᱟᱹᱞ   | irəl        |
| 9          | ᱙        | ᱟᱨᱮ     | arɛ         |
| 10         | ᱑᱐       | ᱜᱮᱞ     | gɛl         |

Si aggiunge il ᱐ dopo il numero per i multipli di 10, per esempio ᱗᱐ (eyay gel) sarà 70. Mentre si ripete il numero per i multipli di 11, per esempio ᱙᱙ (arel gel arel) sarà 99.